# Bahnstrecke Hrušovany u Brna–Židlochovice
| Kursbuchstrecke: | 251                  |                                                   |                                                   |
| Streckenlänge: | 2,966 km             |                                                   |                                                   |
| Spurweite: | 1435 mm (Normalspur) |                                                   |                                                   |
| Stromsystem: | 25 kV 50 Hz =        |                                                   |                                                   |
| Maximale Neigung: | 14,8 ‰               |                                                   |                                                   |
| Minimaler Radius: | 190 m                |                                                   |                                                   |
| Streckengeschwindigkeit: | 80 km/h              |                                                   |                                                   |
| |                      |                                                   |                                                   |
| \| \| \| von Brno hl. n. (vorm. KFNB) \| \| \| \| 0,000 \| Hrušovany u Brna früher Rohrbach in Mähren \| Hrušovany u Brna früher Rohrbach in Mähren \| \| \| \| nach Břeclav (vorm. KFNB) \| \| \| \| \| Šatava \| \| \| \| \| vlečka cukrovar (vorm. Zuckerfabrik Robert & Co.) \| \| \| \| 2,966 \| Židlochovice früher Groß Seelowitz \| Židlochovice früher Groß Seelowitz \| |                      |                                                   |                                                   |
| Strecke |                      | von Brno hl. n. (vorm. KFNB)                      | von Brno hl. n. (vorm. KFNB)                      |
| Bahnhof | 0,000                | Hrušovany u Brna früher Rohrbach in Mähren        | Hrušovany u Brna früher Rohrbach in Mähren        |
| Abzweig geradeaus und nach rechts |                      | nach Břeclav (vorm. KFNB)                         | nach Břeclav (vorm. KFNB)                         |
| Brücke über Wasserlauf |                      | Šatava                                            | Šatava                                            |
| Abzweig geradeaus und ehemals nach links |                      | vlečka cukrovar (vorm. Zuckerfabrik Robert & Co.) | vlečka cukrovar (vorm. Zuckerfabrik Robert & Co.) |
| Kopfbahnhof Streckenende | 2,966                | Židlochovice früher Groß Seelowitz                | Židlochovice früher Groß Seelowitz                |

Die Bahnstrecke Hrušovany u Brna–Židlochovice ist eine Eisenbahnverbindung in Tschechien, die ursprünglich von der k.k. priv. Kaiser Ferdinands-Nordbahn (KFNB) als Lokalbahn Rohrbach–Groß Seelowitz erbaut und betrieben wurde. Die Strecke verläuft von Hrušovany u Brna (Rohrbach in Mähren) nach Židlochovice (Groß Seelowitz).

## Geschichte
Die Konzession für die Lokalbahn Rohrbach–Groß Seelowitz erhielt die KFNB am 3. September 1894 gemeinsam mit der Strecke Branowitz–Pohrlitz. Teil der Konzession war die Verpflichtung, die Strecke innerhalb von einem und einem halben Jahr fertigzustellen und „dem öffentlichen Verkehre zu übergeben“. Ausgestellt war die Konzession bis zum 31. Dezember 1975. Eröffnet wurde die Strecke am 17. September 1895 nur für den Güterverkehr. Den Betrieb führte die KFNB selbst aus.
Bedeutendster Güterkunde am Streckenendpunkt war die Zuckerfabrik von Julius Robert, die über eine eigene Schleppbahn an die Strecke angebunden war.
Nach der Verstaatlichung der KFNB am 1. Jänner 1906 gehörte die Strecke zum Netz der k.k. Staatsbahnen (kkStB). Ab 1. Jänner 1907 übernahmen die kkStB auch die Betriebsführung.

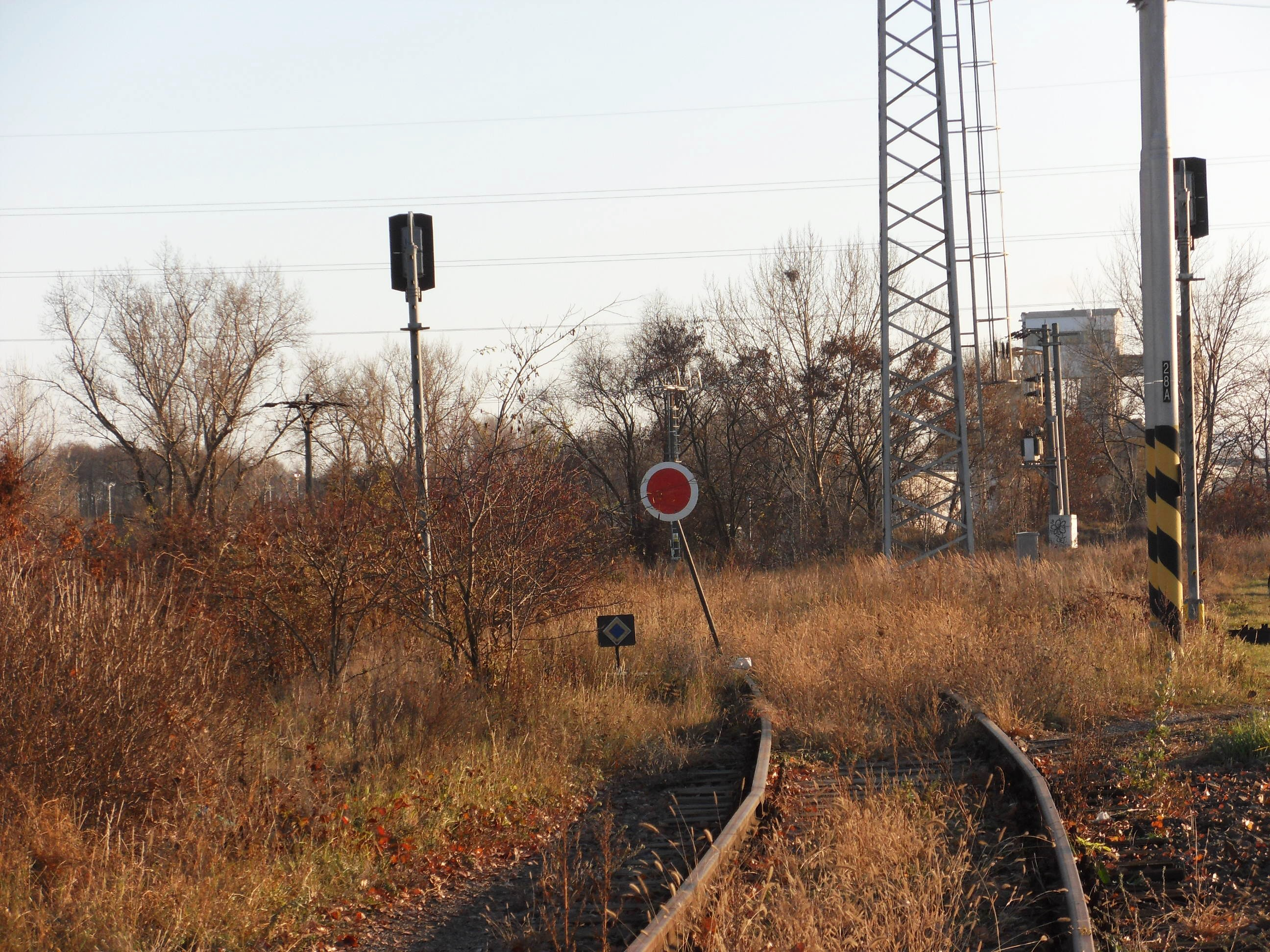
Abzweigendes Gleis der Lokalbahn im Bahnhof Hrušovany u Brna (2011)

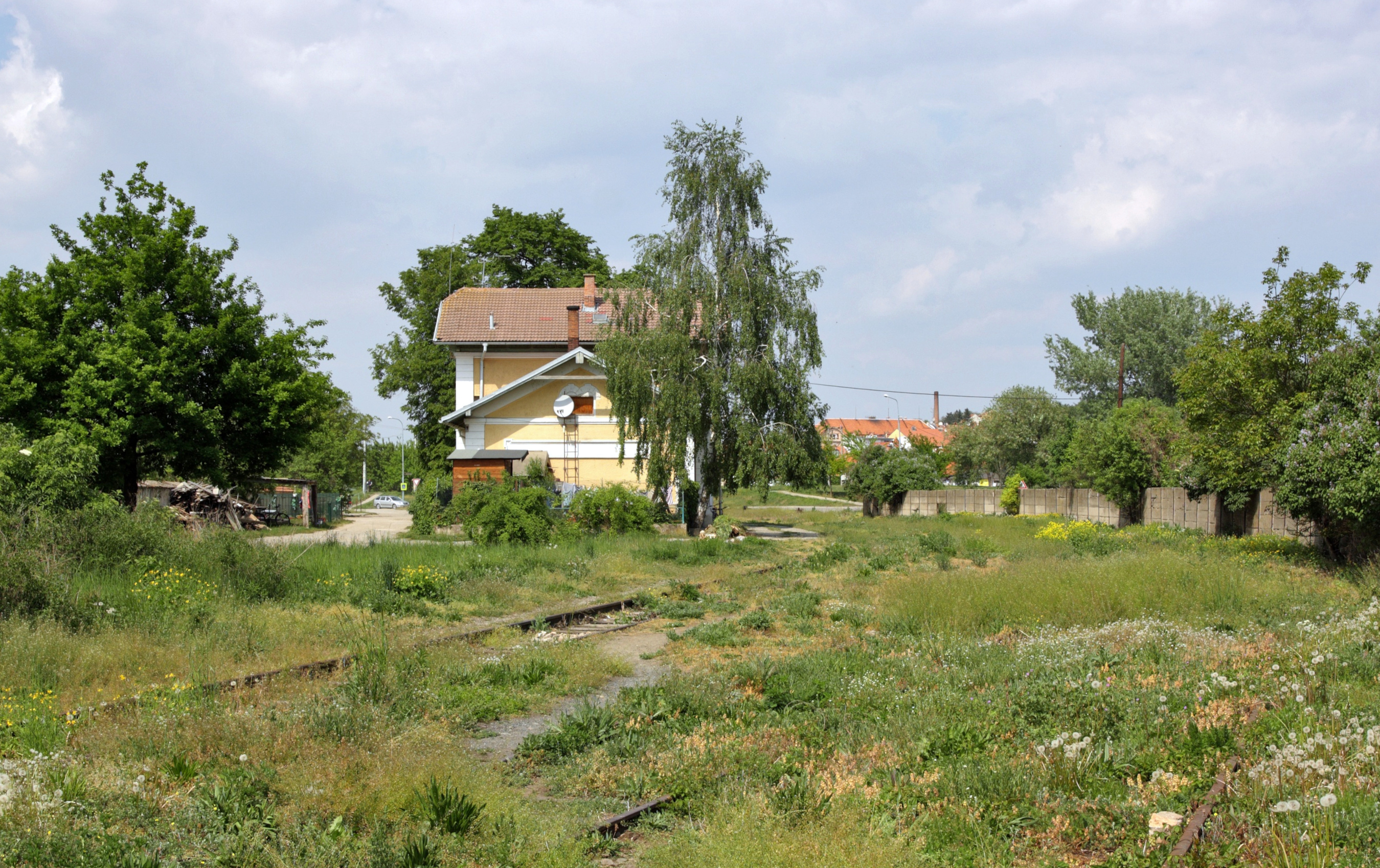
Bahnhof Židlochovice (2014)

Nach dem Ersten Weltkrieg kam die Strecke zu den neu gegründeten Tschechoslowakischen Staatsbahnen (ČSD). Diese nahmen nun auch den Reiseverkehr auf. Im Jahr 1921 wies der Fahrplan der Lokalbahn bis zu neun gemischte Zugpaare 2. und 3. Klasse aus. Sie benötigten für die drei Kilometer lange Strecke 10–11 Minuten.
Im Zweiten Weltkrieg lag die Strecke zur Gänze im Protektorat Böhmen und Mähren. Betreiber waren jetzt die Protektoratsbahnen Böhmen und Mähren (ČMD-BMB). In diese Zeit fällt eine signifikante Verdichtung des Fahrplanes. Bis zu 14 Zugpaare bedienten die Strecke. Am 9. Mai 1945 kam die Strecke wieder vollständig zu den ČSD.
Am 2. Juni 1979 wurde der Reiseverkehr zugunsten einer Autobuslinie eingestellt. Fortan diente die Strecke nur noch dem Güterverkehr. Mit der Stilllegung der Zuckerfabrik nach der Rübenkampagne im Herbst 1990 verlor die Strecke schließlich ihre verbliebene Bedeutung.
Am 1. Januar 1993 ging die Strecke im Zuge der Auflösung der Tschechoslowakei an die neu gegründeten České dráhy (ČD) über. Seit 2003 gehört sie im unbefahrenen Zustand zum Netz des staatlichen Infrastrukturbetreibers Správa železniční dopravní cesty (SŽDC).
Der Jihomoravský kraj als zuständiger ÖPNV-Aufgabenträger plante die Wiederaufnahme des Eisenbahnverkehrs und eine Elektrifizierung der Strecke. Im Jahr 2002 erarbeitete die Firma SUDOP eine Studie, nach der in Židlochovice eine neue Bahnstation nahe dem bestehenden Busbahnhof errichtet werden könnte.

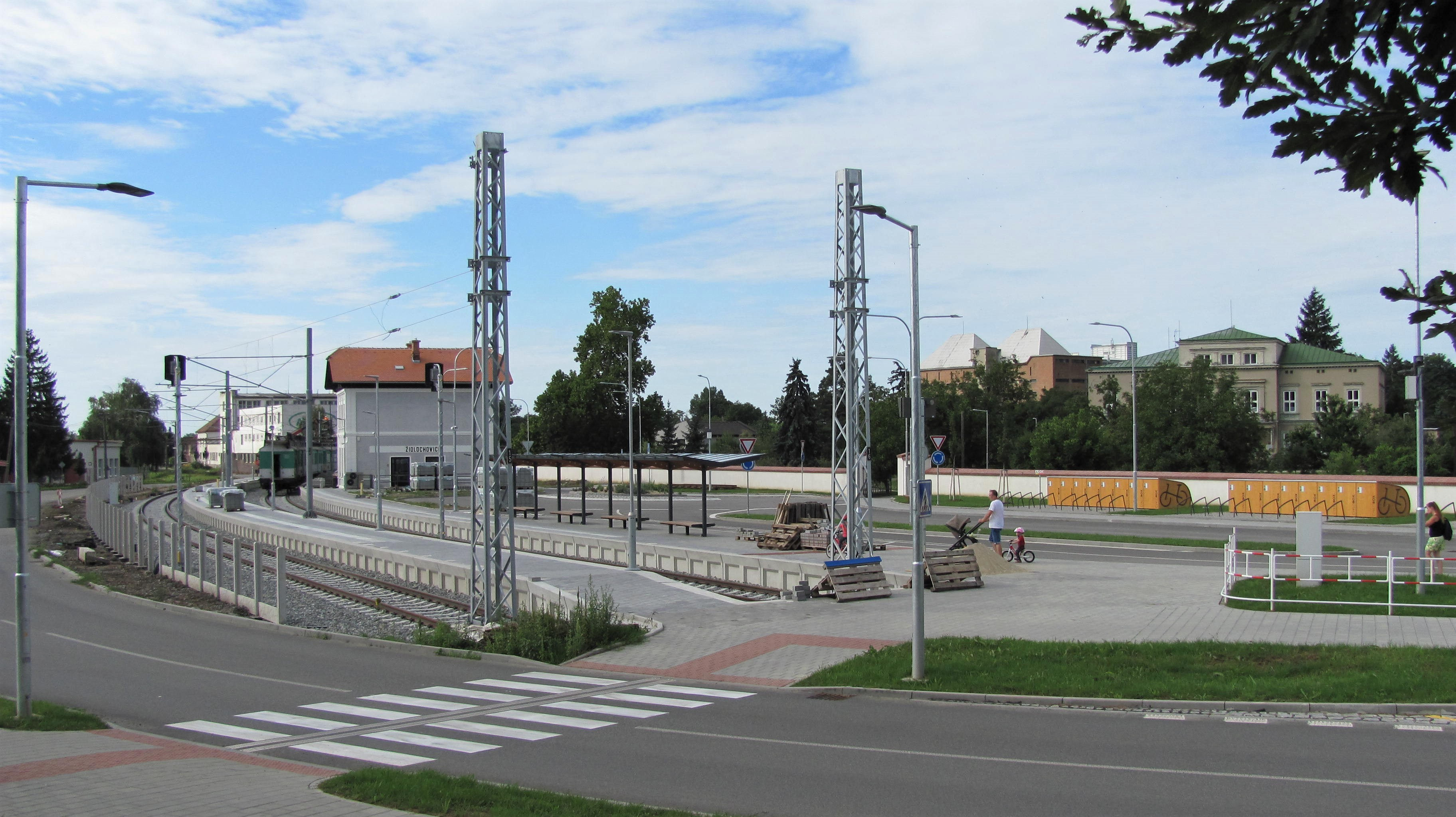
Bahnhof Židlochovice während der Umbauarbeiten (August 2019)

Am 4. Juni 2018 schrieb SŽDC die Arbeiten zur Erneuerung und Elektrifizierung der Strecke europaweit aus. Die Inbetriebnahme der Strecke war dabei zunächst zum Fahrplanwechsel 2020/21 vorgesehen. Geplant ist eine Durchbindung der Linie S3 von Brno nach Židlochovice.
Den Zuschlag erhielt ein Konsortium aus Subterra und OHL ŽS, das mit 689 Millionen Kronen das günstigste Angebot abgegeben hatte. Die Bauarbeiten begannen Ende November 2018 und wurden im Dezember 2019 abgeschlossen. Teil des Projektes war auch der Neubau eines Terminals für den Autobusverkehr in Židlochovice und die Modernisierung des Bahnhofes Hrušovany u Brna.
Am 8. Dezember 2019 wurde die erneuerte Strecke mit einem Sonderzug feierlich eingeweiht.
Der Jahresfahrplan 2020 – gültig ab 15. Dezember 2019 – sieht Personenzüge der Linie S3 in einem durchgehenden Einstundentakt in der Relation Tišnov–Židlochovice vor. Im werktäglichen Berufsverkehr wird mit einigen Verstärkerleistungen ein 20-Minuten-Takt realisiert.